# マイライン
マイラインとは、NTT東日本またはNTT西日本の固定電話（加入電話・INSネット）の中継電話において、事業者識別番号を電話番号の前に付けなくても、利用者が使いたい電気通信事業者を優先的に使用するサービスである。

## アメリカでの状況
アメリカではかつて国内電話事業を独占的に行い世界最大規模へ肥大化していたベル電話会社の後継であるAT&Tが独占市場による解体で地域ベル電話会社と長距離電話のAT&Tへ分割される際に、MCIワールドコムなど新興の長距離通信事業者（日本の新電電相当）と分割後のAT&Tの間で電話番号の前の識別番号を付加する必要の有無で不公平を与えさせないため1984年に事業者事前登録制度が導入された。

## 他国での状況
各国の導入年
- オーストラリア - 1993年
- カナダ - 1994年
- ドイツ - 1998年
- フランス - 2000年

## 日本での状況

### マイライン導入時の背景
1980年代に新電電が市外通話に参入し、電話料金の値下げ競争が起こった。00XXなどの新電電事業者識別番号の前置きを不要とするLCRが普及し、旧：NTTは、50%近くまでシェアが低下した。
1999年7月のNTT東西・NTTコミュニケーションズへの固定通信事業分社化後、0033などのNTTグループ識別番号を付け加えなくても従来通りNTT網に接続される事（優先接続）で消費者の通信事業者選択の上での弊害とされた。このため、1984年にアメリカを皮切りに諸外国で開始された優先接続制度を参考にNTT優先接続を是正させ固定通信事業者間での競争を促す目的で1998年3月に郵政省で「優先接続に関する研究会」が設置され、10月に制度導入が望ましい答申を発表。「優先接続導入準備委員会」が設置された。NTTと電気通信事業協会における協議を経て、2000年3月に固定電話回線を提供する東西NTTが運営主体となる事や2001年5月に通信事業者選択（優先接続）サービスを開始させることが最終的に策定された。
2000年4月にNTT東日本を幹事として電気通信事業協会が運営する「優先接続関係事業者連絡会」が発足し、電器店や東西NTTのDMリーフレット配布などで徐々にマイラインに関する周知がなされるようになる。
なお、1998年の国際電話の事業者自由化や1999年のNTT分社化に加わった形で進められた郵政省の規制緩和政策により黒船と言われるような海外の通信事業者の新規参入も予想されたが、ドイツテレコムのみに留まっている。

### マイラインの営業
営業が活発であったころは、通信事業者のユーザー囲い込み用の営業ツールとして利用されている面が大きかった。かつて利用に登録が必要であったNTTグループ以外の他社に以前登録のために提出されたデータを元にした「マイラインプラス」が勝手に登録されていたケースや「マイラインプラス」で4区分全て民間の通信事業者を登録した後、海外に転勤となりNTTの固定電話を利用休止し帰国後、NTTの固定電話を利用再開したら「マイラインプラス」が4区分全てNTTグループに勝手に変更されていたケースもあり苦情がたえなかった。
当初の受け付けを開始した2001年1月10日から9月30日まではマイラインやマイラインプラス共に登録や事業者の変更手続き（再登録）は無料であったが、10月1日より800円（税抜）の登録変更手数料がかかるように制度化された。手数料は、サービス提供者であるNTT東日本またはNTT西日本からの請求となる。4区分のうち、1区分のみを、登録済みの通信事業者を変更したり、マイラインをマイラインプラスに変えたり、マイラインプラスをマイラインに変えたり、するだけでも一律800円（税抜）の登録変更手数料がかかる。

### マイライン登録数の半減
マイラインの登録総数は、2003年度の1億7,303万件から、2016年度の6,698万件と約61%減となった。また、4区分同一または国際未登録で国内3区分同一の事業者（手続きを行っていない、もしくは市内・県内市外NTT東西、県間NTTコミュニケーションズを登録しているを含む）利用者は88%程度、それに自動登録（手続きを行っていない区分は、市内・県内市外NTT東西、県間NTTコミュニケーションズとなる）以外単一事業者を指定している加入者を足し合わせると96%程度となる。
これは、中継電話を利用した発信に対応していないマイラインが無関係な、直収電話（直加入電話）・0AB-J番号のIP電話・NTT東西とその提携事業者のフレッツ光のひかり電話に営業の中心が移ったためである。これらのサービス殆ど全てが、NTT東日本やNTT西日本と相互接続している。そのほかに、携帯電話・スマートフォンの普及に伴い、固定電話そのものを持たない世帯が増加していることも影響していると考えられる。
なお、ひかり電話利用時の国際電話については、NTTグループのNTTコミュニケーションズではなく、ドイツテレコムGBSジャパン（旧：ティー・システムズジャパン）経由で提供される。
NTT東日本やNTT西日本の固定電話から直収電話にかけた場合はNTT東日本やNTT西日本の通話料金割引サービスは一切適用されないので、注意が必要である。また、050番号のIP電話への接続については現状ではマイライン（優先接続）も中継電話による選択中継制も存在しないため、関係はない。

### IP網移行後のマイラインの扱い
マイライン廃止となる時期が固定電話サービスの局内設備が公衆交換電話網からIP網に移行となる2024年1月に決定した。
2017年6月7日開催の総務省の有識者会議で、事業者間で意見が割れていたマイラインの扱いが議論され、IP網移行後にマイラインを廃止し、全国一律料金の通話区分のない通話サービス卸に変更することに合意した。これは、距離課金が無く・アクセスチャージがIC接続相当に統一され、IP固定電話相互間の中継電話が事業として成り立たないためである。
まず、現在マイラインに参加している各事業者（中継電話事業者）が契約者へ自社のサービスへの乗り換えを働きかけ、自社が提供する他のサービス（光IP電話サービスなど）への巻き取りを行う。
その後、乗り換えに関する意思表示をしていない契約者に向けて、NTT東日本またはNTT西日本（東西NTT）が書面を2回送付し、以下の内容を通知する。
- メタルIP電話への契約移行についての告知
- マイライン登録状況の通知[7]
- 移行先中継電話事業者の通話サービスの選択についての意思表示の確認
- 契約者が意思表示しない場合の移行先中継電話事業者についての告知

2回のうちどちらかのタイミングで契約者が意思表示を行った場合は、その事業者との契約に移行する。
意思表示を行わなかった場合、現行契約約款の変更を行い、みなし契約で移行する。
法人契約で、マイライン事業者登録の通話区分登録全てがKDDIまたはソフトバンク場合、KDDIまたはソフトバンクの法人向け通話サービスに自動移行する。
卸料金については、ひかり電話卸を参考に、基本料金を東西NTTが徴収することを考慮して決定する。
ユーザ通話料×○%+契約管理費（定額）
メタルIP電話への契約移行でのマイライン関係の5年間の追加費用は、次のように試算された。
- マイライン廃止 - 20億円または45億円
- 一定期間マイラインを継続し、メタル収容装置廃止時に廃止 - 90億円または95億円
- IP網でマイライン機能を具備 - 125億円または130億円

## 日本での利用方法
電話をかける際、明示的に通信事業者を指定しなかった場合に使用される通信事業者を予め登録するもの。2001年5月1日開始。マイライン（プラス）登録後は国内について通常のダイヤル操作を行うと登録した通信事業者の回線を使用し、国際電話は「010-国番号-相手先国内番号」の操作を行うことで登録通信事業者の回線を経由する。
登録以外の通信事業者にでも電話番号の頭に他の事業者コードを付ければ簡単に切り替えることのできる「マイライン」と、通信事業者を特定の一社に固定してしまう「マイラインプラス」の2種類がある。「マイラインプラス」でも、頭に解除特番「122」と事業者コードを付ければ、登録以外の通信事業者を利用しての通話が可能である。
サービス開始当時に明示的に申し込みがなかった回線については市内と県内市外への通話は地域によりNTT東日本またはNTT西日本、県外への通話はNTTコミュニケーションズが自動的に「マイライン」で登録される。「マイラインプラス」での登録を希望する場合は、申し込みが必要である。
国際電話には国内電話のようにNTTグループへの暗黙的な接続制度はなく事業者識別番号のダイヤルまたは「マイライン」の登録、あるいは「マイラインプラス」の登録のいずれかが必要となる。通信事業者を指定して通話するには「事業者識別番号-010-国番号-相手先国内番号」のダイヤル操作となる。
2024年1月31日までに、全ての地域でサービスを終了した。

### 通話区分
通話区分は市内、同一都道府県内の市外（県内市外）、他都道府県（県外）、国際の4区分である。なお、ここでいう市（町村）および都道府県の区分はそれぞれNTT東日本またはNTT西日本が料金区域（MA）および事業地域として設定している市町村および都道府県の区分であり、それぞれ行政上の市町村および都道府県とは一部異なる地域がある。例としては次のようなものがある。
- 東京都町田市（神奈川県扱い）
- 兵庫県尼崎市（大阪府大阪市扱い）
- 広島県大竹市（山口県扱い）
- 福岡県春日市（福岡県福岡市扱い）

### 対象外
- 110（警察）、118（海上保安庁）、119（消防）、117（時報）、0120（フリーダイヤル）、0570（ナビダイヤル）、0990（ダイヤルQ2）、0180（テレゴング、テレドーム、データドーム）、0170（伝言ダイヤル）などの特殊な番号への通話、携帯電話[8]への通話、公衆電話からの通話は対象外である。特殊番号への通話については、常にNTTグループが利用される。
- 携帯電話への通話については通常通りにダイヤルすると携帯電話オペレータが設定した通話料金がかかるが、一部の固定電話キャリアが割安な中継サービスを開始した。ただし、携帯電話への通話については「マイライン」や「マイラインプラス」の登録対象となっていないので中継サービスを利用する際は
00xx（事業者識別番号）-090-yyyy-zzzz
00xx（事業者識別番号）-080-yyyy-zzzz
00xx（事業者識別番号）-070-yyyy-zzzz
とダイヤルする必要がある。
  - 携帯電話宛であっても、ひかり電話回線の場合はこの事業者識別番号をつけた通話は不可だが、NTT東日本地域のひかり電話から掛けた場合の通話料は、加入電話で0036をつけた場合と同額に設定されている。
  - 2013年11月1日より、070から始まる携帯電話[9]も対象となった。同じ070でもPHS[10]については、事業者により対応が分かれていた（詳細はマイライン参加企業と事業者識別番号参照）[11]。
- LCRが機能しているとマイラインの場合は、マイライン登録通信事業者よりもLCRが選択した通信事業者が優先される。マイラインプラスの場合はLCRは解除特番122を付加しないためLCRの影響はないが、マイラインプラス登録通信事業者とLCR装置が選択した通信事業者が違っている場合は電話をかけるたびに毎回「○○○○（登録した通信事業者名）でおつなぎしております」といった内容の音声ガイダンスが流れてから相手先につながる。この音声ガイダンスを流さないようにするにはマイラインプラス登録通信事業者とLCR装置が選択する通信事業者を同じにするか、あるいはLCRをOFFにするかどちらかの対応が必要となる。

## マイライン参加企業と事業者識別番号
いずれの項目もサービス終了時点。
| 電気通信事業者             | 電気通信事業者                      | マイライン区分 | マイライン区分 | マイライン区分 | マイライン区分 | 対象外 | 登録 | 登録 可能 区域                                   | 備考 |
| 電気通信事業者             | 電気通信事業者                      | 市内           | 同一 県内 市外 | 県外           | 国際           | 携帯   | 登録 | 登録 可能 区域                                   | 備考 |
| -------------------------- | ----------------------------------- | -------------- | -------------- | -------------- | -------------- | ------ | ---- | ------------------------------------------------ | --- |
| NTTグループ                | NTTコミュニケーションズ             | 0033           | 0033           | 0033           | 0033           | 0033   | 不要 | 全国                                             | プラチナ・ライン、世界割などの加入と4区分全てをNTTコミュニケーションズにマイラインプラス登録することを条件に通話料割引を行っている。プラチナ・ライン、世界割の加入のみでマイラインプラス登録をしていない場合は割引は適用されず通常の通話料金が適用される。PHSは2013年11月1日より対応、通話料は一律10円/1通話+10円/1分（税抜） |
| NTTグループ                | NTT東日本                           | 0036           | 0036           | 0036           | ×              | 0036   | 不要 | 東日本地域                                       | 同一県内市外はエリアプラス契約で対象の隣接MA地区が県外の場合のみ、NTTコミュニケーションズの電話回線を利用してサービスを行っている。PHSは2014年10月1日より対応、通話料はひかり電話からPHSに掛ける場合と同一料金 |
| NTTグループ                | NTT西日本                           | 0039           | 0039           | 0039           | ×              | 0039   | 不要 | 西日本地域                                       | 同一県内市外はエリアプラス契約で対象の隣接MA地区が県外の場合のみ、NTTコミュニケーションズの電話回線を利用してサービスを行っている。PHSは2014年10月1日より対応、通話料はひかり電話からPHSに掛ける場合と同一料金 |
| NTTグループ                | NTTぷらら                           | 009191         | 009191         | 009191         | 009191         | ×      | 必要 | 小笠原地区以外の全国                             | 2017年1月26日新規受付停止 |
| KDDI                       | KDDI                                | 0077           | 0077           | 0077           | 001            | 0077   | 不要 | 全国                                             | PiPitを含む全国のトヨタディーラー各店でも新規受付が可能 |
| ソフトバンク               | ソフトバンク（旧：日本テレコム）    | 0088           | 0088           | 0088           | 0041 ↓ 0061    | 0088   | 不要 | 全国                                             | 国際の0041は新規受付停止。現在は0061で受付 |
| ソフトバンク               | 旧：ケーブル・アンド・ワイヤレスIDC | ×              | 0061 ↓ ×       | 0061 ↓ ×       | ×              | 0061   | 必要 | 全国                                             | 新規受付停止。当番号は国際電話用へ転用 |
| ソフトバンク               | 旧：平成電電コミュニケーションズ    | 0083           | 0083           | 0083           | 0083           | 00847  | 必要 | 全国                                             | 新規受付停止 |
| 楽天モバイル               | 楽天モバイル                        | 0038           | 0038           | 0038           | 0038           | 0038   | 必要 | 全国                                             | 県外をマイライン登録、あるいはマイラインプラス登録すると3分8.4円という他社よりも安い市内通話料金で利用可能 2024年1月31日のマイライン終了と同時にサービス終了 |
| 楽天モバイル               | 東京電話                            | 0081           | 0081           | 0081           | 0082           | 0081   | 必要 | 関東地区と山梨県と静岡県富士川以東（離島を除く） | 新規受付停止 0038と同様に2024年1月31日のマイライン終了と同時にサービス終了 |
| 九州電話                   | 九州電話                            | 0086           | 0086           | 0086           | ×              | 0086   | 不要 | 離島と沖縄県を除く九州地区                       | PHSは2014年10月1日より対応。2018年3月31日サービス終了 |
| アルテリア・ネットワークス | アルテリア・ネットワークス          | 0060           | 0060           | 0060           | 0060           | 0060   | 必要 | 18都道府県                                       | PHSは2013年11月1日より対応 |
| ドイツテレコム             | ティー・システムズジャパン          | ×              | ×              | ×              | 0080           | ×      | 必要 | 全国                                             | 2015年2月28日サービス終了 |

※個人向け、音声通話モードの場合のみ考慮。法人向けやデータ通信モードについては料金が異なるなど各事業者に確認のこと。